# Sick Puppies
Sick Puppies är ett australienskt alternativ rock-band från Sydney, bildat 1997.

## Medlemmar
- Bryan Scott - sång, gitarr
- Emma Anzai - bas, bakgrundssång
- Mark Goodwin - trummor, slagverk, bakgrundssång

Tidigare medlemmar:
- Shimon Moore - sång, gitarr
- Chris Mileski - trummor

## Diskografi

### Album
- Welcome to the Real World (2001)
- Dressed Up as Life (2007)
- Tri-Polar (2009)
- Polar Opposite (2011)
- Connect (2013)